# Estación Divisadero de Pinamar
Divisadero de Pinamar, también conocida como Pinamar, es una estación ferroviaria ubicada en las inmediaciones de la ciudad de Pinamar, en el partido de General Madariaga, Provincia de Buenos Aires, Argentina.

## Infraestructura
La estación cuenta con un total de tres vías. La primera de ellas dispone de un andén de 250 metros de largo. Esta continua hasta una topera, donde las locomotoras avanzaban ya sin coches para volver a la cabeza del tren, usando la vía 2. La tercera cuenta con una rampa para poder subir coches a la bandeja automovilera.

## Historia

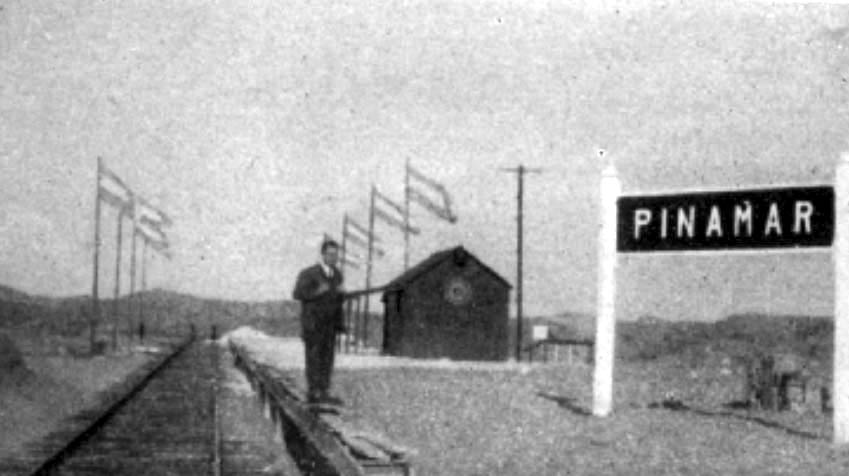
La estación antigua de Pinamar en 1949

Es una estación del ramal R64 perteneciente al Ferrocarril General Roca. Entre los años 1949 y 1967, Ferrocarriles Argentinos operó la línea. Luego de la clausura, esta fue desmantelada y la estación original de Pinamar, demolida. En 1996 se reconstruyó la línea hasta la actual estación, algo más alejada del núcleo urbano de Pinamar. Desde entonces hasta abril de 2011 el servicio fue prestado prácticamente sin cortes por la UEPFP, posteriormente llamada Ferrobaires, con una frecuencia diaria por sentido.
A partir de entonces y hasta julio de 2015, este fue suspendido indefinidamente, producto de un accidente ferroviario a la altura de Lezama. No obstante, el 17 de julio volvió a correr el tren, esta vez con una frecuencia semanal, nuevamente operado por Ferrobaires. Pero al mes de arrancar el servicio, a partir del 23 de agosto de 2015, se cancelaron los servicios de pasajeros de nuevo por problemas derivados a la crecida del Río Salado. Debido a la desintegración de Ferrobaires acontecida el 30 de junio de 2016, la estación y el ramal pasaron a mano de Trenes Argentinos Operaciones. La estación fue renovada y reparada para la reapertura del ramal, lo cual nunca sucedió. Desde ese entonces y hasta 2020, la estación se encontró sin operaciones y en pésimo estado.

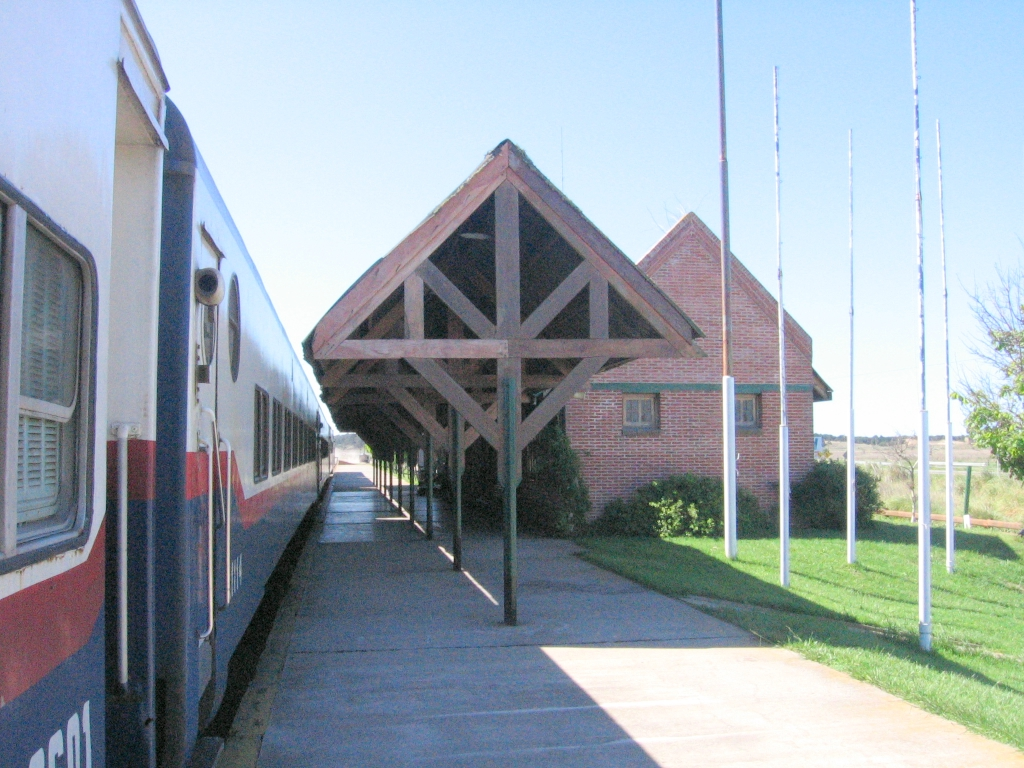
Andén de la estación con un tren de Ferrobaires estacionado en octubre de 2006.

A finales de junio de 2019, se anunció que Trenes Argentinos cedería a la Municipalidad de General Madariaga el uso del edificio y predio de la estación. Hubo planes para que se instalara un "mercado concentrador de huerteros" con vistas a la temporada de verano.  La noticia llegó a oídos de los habitantes de la ciudad, quienes no estuvieron de acuerdo con la propuesta, e impidió con éxito la clausura definitiva de la estación.
En agosto de 2020 se realizaron pruebas para analizar la viabilidad de la vuelta a servicio del ramal.
En diciembre de 2020, se dio a conocer la recuperación de diversas triplas ex-Renfe de la Serie 593, las cuales prestarían servicio entre General Guido y Pinamar a partir de 2021.
El día 22 de enero de 2021, se realizó el primer viaje de prueba con autoridades locales, del ministerio de transporte y SOFSE. El primer servicio regular "lanzadera" tuvo fecha para el 25 de enero.
El 25 de enero se restablece el servicio que une las estaciones General Guido con Divisadero de Pinamar, luego de casi 6 años.

El 1 de abril de 2025 se suspenden los servicios de pasajeros.

## Ubicación
Se encuentra ubicada a 345 km de la estación Constitución y a unos 5 kilómetros al oeste del centro de Pinamar, en jurisdicción del partido de General Madariaga. Antes de la primera clausura en 1967, la estación original de Pinamar, se encontraba más cerca del centro de la localidad.

## Servicios
Actualmente sin servicios de pasajeros.
Desde su reinauguración en 2021, la estación contaba con una frecuencia diaria desde la estación General Guido, partiendo todos los días desde las 10:20 y regresando desde esta estación a las 13:05, con paradas intermedias en Santo Domingo y General Madariaga.

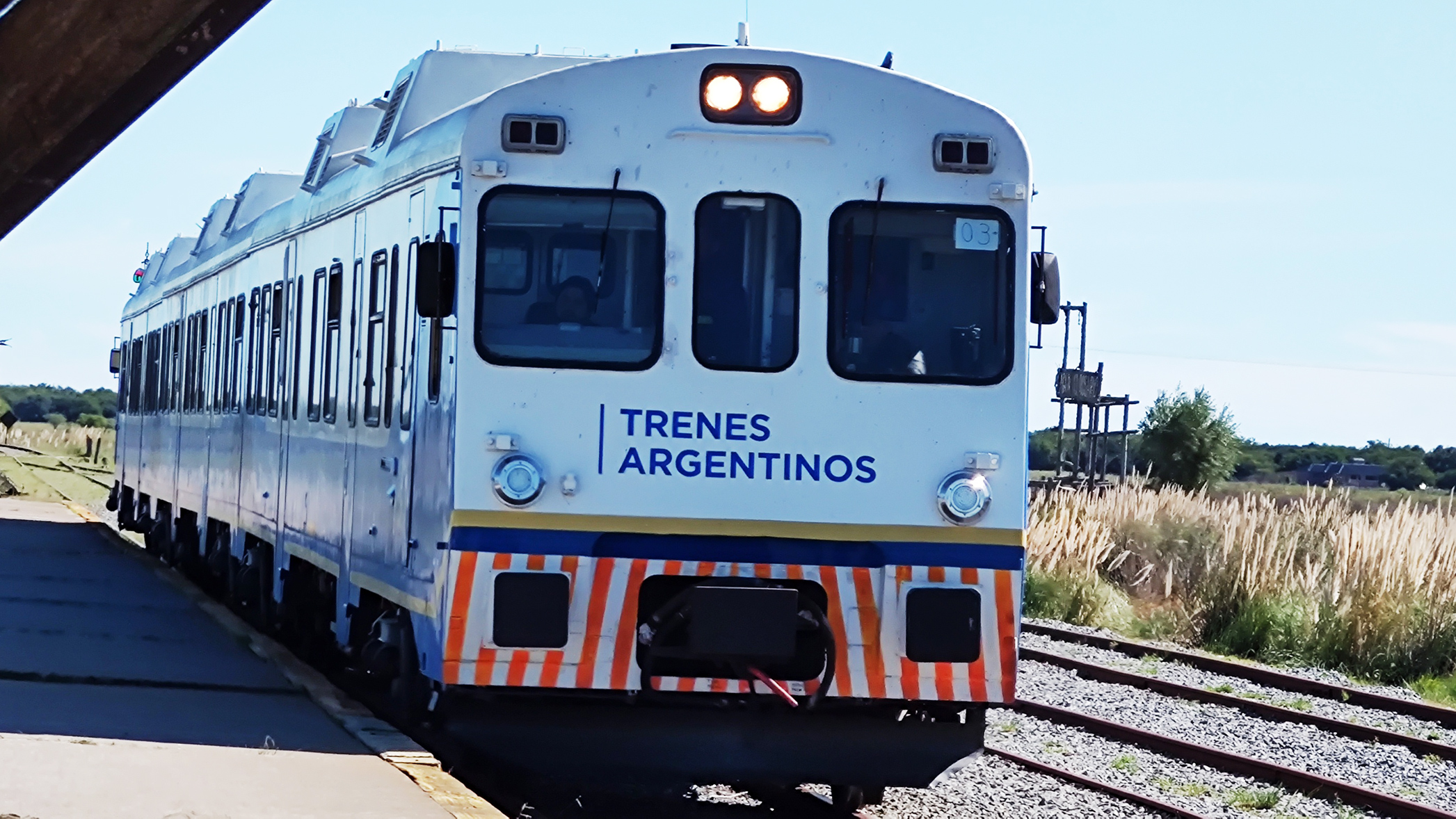
Cochemotor CAF Serie 593 ingresando a la estación Pinamar